# Aleksandra Elbakian
Aleksandra Assànovna Elbakian (en rus Александра Асановна Элбакян) (Kazakhstan, 1988) és una estudiant universitària i programadora informàtica kazakh, creadora de Sci-Hub, un lloc web amb més de 60 milions d'articles acadèmics de lliure accés. The New York Times l'ha comparada amb Edward Snowden per haver revelat informació i perquè esquiva les lleis estatunidenques residint a Rússia; Ars Technica, en canvi, l'ha comparada amb Aaron Swartz.
Durant l'abril del 2016 els seus estudis de neurociència estaven aturats, però estava fent, en canvi, un màster d'Història de la ciència en una petita universitat privada d'ubicació desconeguda, i la seva tesi se centrava en la comunicació científica.